# Cortinarius lavendulensis
Cortinarius lavendulensis är en svampart som beskrevs av Cleland 1928. Cortinarius lavendulensis ingår i släktet Cortinarius och familjen spindlingar.   Inga underarter finns listade i Catalogue of Life.